# Kanton Montrevault
Kanton Montrevault (fr. Canton de Montrevault) je francouzský kanton v departementu Maine-et-Loire v regionu Pays de la Loire. Tvoří ho 11 obcí.

## Obce kantonu
- La Boissière-sur-Èvre
- Chaudron-en-Mauges
- La Chaussaire
- Le Fief-Sauvin
- Le Fuilet
- Montrevault
- Le Puiset-Doré
- Saint-Pierre-Montlimart
- Saint-Quentin-en-Mauges
- Saint-Rémy-en-Mauges
- La Salle-et-Chapelle-Aubry